# Magali Tisseyre
Pour les articles homonymes, voir Tisseyre.
Magali Tisseyre, née le 27 octobre 1981 à Montréal, est une triathlète professionnelle canadienne, spécialiste et multiple vainqueur sur triathlon Ironman 70.3.

## Biographie

### Jeunesse
Magali Tisseyre  étudie la kinésiologie à l'Université Laval et a ensuite obtenu son diplôme de maîtrise en biomécanique à l'Université McGill. Pendant ses études, elle participe à des compétitions de triathlon avec un club local et elle se découvre une vraie passion pour ce sport. En tant qu'amateur, elle remporte le championnat universitaire canadien à l'âge de 23 ans, puis remporte le groupe d'âge 20-24 ans chez les femmes en 2005, lors des championnats du monde de duathlon.

### Carrière en triathlon
En 2006 et 2007, elle participe au circuit ITU de triathlon et duathlon, et en 2008 et 2009, elle commence à se concentrer sur le triathlon longue distance et participe à diverses compétition sur distance Ironman 70.3. À la fin de 2009, elle prend la troisième place au championnat du monde d'Ironman 70.3 à Clearwater, en Floride. Ses résultat lui permettent d'être nommé cette même année, comme triathlète féminine de l'année par le magazine Triathlète. L'année suivante, elle finit de nouveau à la troisième place du championnat du monde d'Ironman 70.3 2010.

### Autre sport
Magali Tisseyre a également participé à des épreuves de cyclisme, comme celle du Tour du grand Montréal. Elle prend la deuxième place en 2008 du Mount Washington Hillclimb.

## Palmarès
Le tableau présente les résultats les plus significatifs (podium) obtenus sur le circuit international de triathlon depuis 2009.
| Année | Compétition                       | Pays        | Position           | Temps           |
| ----- | --------------------------------- | ----------- | ------------------ | --------------- |
| 2017  | Ironman Mar del Plata             | Argentine   | Médaille de bronze | 9 h 24 min 37 s |
| 2016  | Ironman 70.3 Palmas               | Brésil      | Médaille d'or      | 4 h 21 min 17 s |
| 2015  | Ironman 70.3 Los Cabos            | Mexique     | Médaille d'or      | 4 h 24 min 28 s |
| 2015  | Ironman 70.3 Monterrey            | Mexique     | Médaille d'or      | 4 h 0 min 48 s  |
| 2014  | Ironman 70.3 Miami                | États-Unis  | Médaille d'or      | 4 h 6 min 38 s  |
| 2014  | Ironman 70.3 Silverman            | États-Unis  | Médaille d'or      | 4 h 36 min 22 s |
| 2013  | Ironman 70.3 Muncie               | États-Unis  | Médaille d'or      | 4 h 12 min 59 s |
| 2012  | Ironman 70.3 Calgary              | Canada      | Médaille d'or      | 4 h 17 min 24 s |
| 2012  | Ironman 70.3 Mont-Tremblant       | Canada      | Médaille d'or      | 4 h 23 min 30 s |
| 2012  | Ironman 70.3 Mooseman             | États-Unis  | Médaille d'or      | 4 h 32 min 40 s |
| 2011  | Ironman 70.3 Rhode Island         | États-Unis  | Médaille d'or      | 4 h 27 min 8 s  |
| 2011  | Ironman 70.3 Pocono Mountains     | États-Unis  | Médaille d'or      | 4 h 27 min 8 s  |
| 2010  | Championnat du monde Ironman 70.3 | États-Unis  | Médaille de bronze | 4 h 13 min 4 s  |
| 2010  | Ironman 70.3 Philippines          | Philippines | Médaille d'or      | 4 h 27 min 1 s  |
| 2010  | Ironman 70.3 Buffalo Springs      | États-Unis  | Médaille d'or      | 4 h 23 min 21 s |
| 2010  | Ironman 70.3 Mooseman             | États-Unis  | Médaille d'or      | 4 h 30 min 46 s |
| 2009  | Championnat du monde Ironman 70.3 | États-Unis  | Médaille de bronze | 4 h 5 min 27 s  |
| 2009  | Ironman 70.3 Boise                | États-Unis  | Médaille d'or      | 4 h 12 min 29 s |